# Вечерницы (деревня)
Вечерницы — деревня в Емельяновском районе Красноярского края. Входит в состав Никольского сельсовета.

## География
Деревня находится на западе района, на расстоянии примерно 17 км (по прямой) к северо-западу от посёлка городского типа Емельяново, административного центра района.

### Климат
Климат резко континентальный. Среднемесячная температура воздуха июля составляет +19 °C, а самого холодного месяца — января −16 °C. Средняя продолжительность безморозного периода — 120 дней, с температурой +10 °C — 114 дней, средняя дата последнего заморозка — весной 22 июня, первого, осенью — 20 сентября. Продолжительность безморозного периода 95-116 дней. Годовая сумма осадков составляет до 430—680 см, причём большая часть их выпадает в тёплый период года.

## История
Село было основано в 1920-е годы выходцами с Украины. В советское время работало отделение совхоза «Майский».

## Население
| 2010 |
| ---- |
| 53   |

### Национальный состав
Согласно результатам переписи 2002 года, в национальной структуре населения русские составляли 91 % из 45 чел.